# Bescaby
Bescaby – osada w Anglii, w hrabstwie Leicestershire, w dystrykcie Melton, w civil parish Sproxton. Leży 10 km od miasta Melton Mowbray. W 1931 roku civil parish liczyła 17 mieszkańców.